# Samuel Armenteros
Samuel Armenteros (ur. 27 maja 1990 w Masthugg) – szwedzki piłkarz grający na pozycji napastnika. Zawodnik klubu Heracles Almelo.
Urodził się w szwedzkim mieście Masthugg, mając 16 lat przeprowadził się do holenderskiego Heerenveen, gdzie dołączył do miejscowego klubu, SC Heerenveen. W 2009 roku przeniósł się do Heracles Almelo, gdzie na posadzie trenera pracował Gertjan Verbeek, były szkoleniowiec klubu z Fryzji. Pokazał tam się z dobrej strony i jako obiecujący napastnik trafił w styczniu 2013 za 440 tysięcy funtów do Anderlechtu. W 2013 roku został wypożyczony do Feyenoordu, a w 2014 do Willem II Tilburg. W sezonie 2015/2016 grał w Qarabağ Ağdam, a latem 2016 trafił do Heraclesa Almelo.
W reprezentacji Szwecji zadebiutował 13 czerwca 2017 w zremisowanym 1:1 meczu towarzyskim z Norwegią, w którym strzelił gola.
Armenteros ma kubańskie korzenie – jego ojciec jest Kubańczykiem.